# Pontificia Facultad Teológica de la Italia meridional
La Pontificia Facultad Teológica de la Italia meridional (en italiano: Pontificia facoltà teologica dell'Italia meridionale, PFTIM) es una institución de educación superior de la Iglesia católica con sede en Nápoles, Italia. Fue fundada en 1969 y otorga grados académicos a clérigos y laicos.

## Historia
La Facultad fue fundada en 1969, en conformidad con las directivas del Concilio Vaticano II y con las normas dictadas por la Congregación para la Educación Católica sobre la planificación de las facultades, de la fusión de dos preexistentes Facultades napolitanas: la Pontificia Facultas Theologica apud Majus Seminarium, cuyo origen se remonta a la Facultad de Teología de la Universidad de Estudios (1226), y la Pontificia Facultas Theologica Sancti Aloisii ad Pausilypum, que derivó del Colegio Máximo de la Compañía de Jesús (1552).

## Organización
El doble origen de la Pontificia Facultad queda reflejado en su organización, que consta de dos secciones:
- la sección Santo Tomás de Aquino, relacionada con el Archidiócesis de Nápoles;
- la sección San Luis, relacionada con la Compañía de Jesús.

Cada sección ofrece los tres ciclos académicos previstos para conseguir el Bachillerato, la Licencia y el Doctorado.
Con el paso del tiempo, a las dos secciones se agregaron o afiliaron otros institutos de la Italia meridional:

### Institutos agregados
- Istituto teologico calabro "San Pio X" - Catanzaro

### Institutos afiliados
- Istituto teologico di Basilicata - Potenza
- Istituto teologico salernitano - Salerno
- Istituto teologico di Reggio Calabria "Pio XI" - Regio de Calabria
- Istituto teologico cosentino "Redemptoris Custos" - Cosenza[5]